# Martyna Galant
Martyna Galant (Witkowo, 26 de enero de 1995) es una atleta de fondo polaca especializada en 1500 metros.

## Carrera deportiva
Debutó profesionalmente en el año 2013, participando en diversos torneos nacionales en Polonia en las categorías Sub-18, Sub-20 y Sub-23. En 2017 comienza a tener mayor presencia en la escena internacional, estrenándose ese año en cuatro competiciones de primer nivel. La primera de la temporada tuvo lugar en las islas Bahamas, en cuya capital, Nasáu, tuvieron lugar los Relevos Mundiales, en los que quedó cuarta en la categoría de relevos 4x800 metros, con un tiempo el escuadrón polaco de 8:24,71 minutos. Posteriormente, en el Campeonato Europeo de Atletismo Sub-23 celebrado en su país, en la ciudad de Bydgoszcz, consiguió alcanzar el podio, llevándose el bronce en los 1500 metros tras lograr una marca de 4:17,91 minutos, por detrás de su compatriota Sofia Ennaoui.
A mitad de temporada, viajó hasta Taipéi (Taiwán) para participar en la edición de la Universiada celebrada ese año en la República de China, en la que se quedó a poco de revalidar los resultados de Bydgoszcz, terminando cuarta, también en los 1500 metros, con un tiempo de 4:20,90 minutos. Mejor suerte tendría más adelante, en el DécaNation de Angers, donde acabó segunda y logró su primera medalla de plata en los 2000 metros tras llegar a meta con 5:50,54 minutos.
El inicio de la pandemia de coronavirus resultó en la cancelación de gran parte de la temporada atlética de 2020, y los Juegos Olímpicos de Tokio se retrasaron un año completo. Con el nuevo curso deportivo en 2021, Galant regresaba a Polonia para competir en la prueba indoor del Campeonato Europeo de Atletismo en Pista Cubierta, en la ciudad de Toruń, donde no superó la ronda clasificatoria, siendo cuarta en la tercera serie de la misma en los 1500 metros, con 4:12,08 minutos de marca.
En julio viajó con la delegación polaca hasta Tokio para participar en sus primeros Juegos Olímpicos. En la mañana del 2 de agosto corrió la carrera clasificatoria de los 1500 metros en la tercera serie, acabando séptima con un tiempo de 4:05,03 minutos, consiguiendo su mejor récord personal y entrando en la semifinal por contar con uno de los mejores tiempos, no por estar en los puestos de clasificación directa. Dos días más tarde, en la primera serie de la semifinal, corriendo por la calle 7, terminó décima en la misma, siendo eliminada del pase a la final, con un tiempo de 4:06,01 minutos.

## Resultados por competición

### Por temporada
| Representando a Polonia | Representando a Polonia                           | Representando a Polonia | Representando a Polonia | Representando a Polonia | Representando a Polonia |
| ----------------------- | ------------------------------------------------- | ----------------------- | ----------------------- | ----------------------- | ----------------------- |
| Año                     | Competición                                       | Lugar                   | Puesto                  | Modalidad               | Marca (min.)            |
| 2017                    | Relevos Mundiales                                 | Nasáu                   | 4.ª                     | Relevos 4x800 metros    | 8:24,71 min.            |
| 2017                    | Campeonato Europeo de Atletismo Sub-23            | Bydgoszcz               | 3.ª                     | 1500 metros             | 4:17,91 min.            |
| 2017                    | Universiada                                       | Taipéi                  | 4.ª                     | 1500 metros             | 4:20,90 min.            |
| 2017                    | DécaNation                                        | Angers                  | 2.ª                     | 2000 metros             | 5:50,54 min.            |
| 2021                    | Campeonato Europeo de Atletismo en Pista Cubierta | Toruń                   | 4.ª (H3)                | 1500 metros             | 4:12,08 min.            |
| 2021                    | Juegos Olímpicos                                  | Tokio                   | 10.ª (SF1)              | 1500 metros             | 4:06,01 min.            |

### Mejores marcas
| Disciplina                         | Marca        | Lugar        | Fecha                   |
| ---------------------------------- | ------------ | ------------ | ----------------------- |
| 400 metros lisos (exterior)        | 56,67 s.     | Toruń        | 29 de agosto de 2015    |
| 400 metros lisos (pista cubierta)  | 57,35 s.     | Toruń        | 22 de febrero de 2020   |
| 600 metros lisos (pista cubierta)  | 1:27,69 min. | Sopot        | 30 de agosto de 2021    |
| 800 metros lisos (exterior)        | 2:01,72 min. | Bydgoszcz    | 6 de junio de 2023      |
| 800 metros lisos (pista cubierta)  | 2:03,47 min. | Toruń        | 10 de febrero de 2017   |
| 1000 metros lisos (exterior)       | 2:37,08 min. | Chorzów      | 5 de septiembre de 2021 |
| 1500 metros lisos (exterior)       | 4:04,11 min. | Ostrava      | 27 de junio de 2023     |
| 1500 metros lisos (pista cubierta) | 4:09,73 min. | Dortmund     | 12 de febrero de 2023   |
| Relevos 4x400 metros (exterior)    | 3:44,96 min. | Jelenia Góra | 3 de septiembre de 2017 |